# HMHS Llandovery Castle
El HMHS Llandovery Castle fue un transatlántico mixto de pasajeros y carga construido en 1914, transformado en buque hospital en 1916 y hundido en junio de 1918, cercano al promontorio de Fastnet, Irlanda por torpedeamiento del submarino germano U-86. En total se perdieron 234 vidas, y tan sólo 24 se salvaron.
El HMHS Llandovery Castle fue nombrado en honor de un castillo en ruinas existente en la ciudad de Llandovery, Carmarthenshire, Gales. Constituía clase con el RMS Llanstephan Castle.

## Historia
Construido para la Union-Castle Mail Steamship Company Ltd. como un buque mixto, realizó servicios entre África oriental e Inglaterra. En agosto de 1914, sirvió entre África occidental e Inglaterra.
Comisionado el 26 de julio de 1916 como buque hospital a mediados de la Gran Guerra y pintado como tal, tuvo la misión de transportar soldados canadienses heridos entre Nueva Escocia y el escenario europeo.
El 27 de junio de 1918, el HMHS Llandovery Castle comandado por el capitán Sylvester en ruta desde Nueva Escocia a Halifax llevaba un contingente de 258 personas no combatientes, entre ellas 14 enfermeras canadienses, 94 médicos y tripulantes.
Estando a 114 km del promontorio de Fasnet, Irlanda, el U-86 comandado por el teniente (Oberleutenant sur Zure) Helmut Patzig acechaba en esa zona y divisó el buque aproximadamente a las 21 horas, sumergiéndose.
A las 21:30 horas, el U-86 disparó un torpedo que impactó a la altura de la sala de máquinas y que provocó el rápido escoramiento del buque en movimiento. Rápidamente los sobrevivientes ocuparon los botes salvavidas y fueron colocados en el agua. La explosión apagó el generador y las luces del buque se extinguieron, además el aparato marconi no pudo transmitir S.O.S.
El HMHS Llandovery Castle se hundió en apenas 10 minutos, el capitán Sylvester fue el último en salvar su vida. Los sobrevivientes nadaban entre escombros y los botes recogían a cuantos podían.
Entonces el U-86 emergió y el teniente Patzig mediante megáfono indicó a uno de los botes que se acercara. Dado que se estaban rescatando a los nadadores, la orden no fue obedecida de inmediato y el teniente Patzig ordenó preparar las armas del submarino.
Se volvió a repetir la orden realizando dos disparos de revólver y el capitán Sylvester a cargo del bote tuvo que desistir, acercándose al submarino. Patzig le preguntó si llevaba a bordo a oficiales americanos, lo que fue negado indicando que se trataba de un buque hospital. Uno de los sobrevivientes a nado se acercó al submarino y fue subido con brutalidad a la cubierta, y los alemanes pensaron que se trataba de un oficial americano lo que también fue negado. A continuación, se le permitió a Sylvester y al nadador volver al bote y el teniente Patzig le dijo:-"Alejese, es lo mejor para usted"-.
El submarino alemán comenzó a realizar extrañas maniobras evolutivas alrededor y se escucharon disparos, el U-86 volvió luego al bote del capitán Sylvester y Patzig le preguntó si el HMHS Llandovery llevaba armas o municiones, lo que nuevamente fue negado. 
Entonces el U-86 volvió realizar evoluciones extrañas cerca del bote del capitán Sylvester quien no pudo observar lo que sucedía a causa de la oscuridad, luego el U-86 disparó dos tiros de cañón en dirección del bote de Sylvester cayendo muy cerca de ellos y abandonó la escena dirigiéndose al norte.
Al amanecer, solo estaba el bote del capitán Sylvester con sus 24 ocupantes en el área, los demás habían desaparecido.

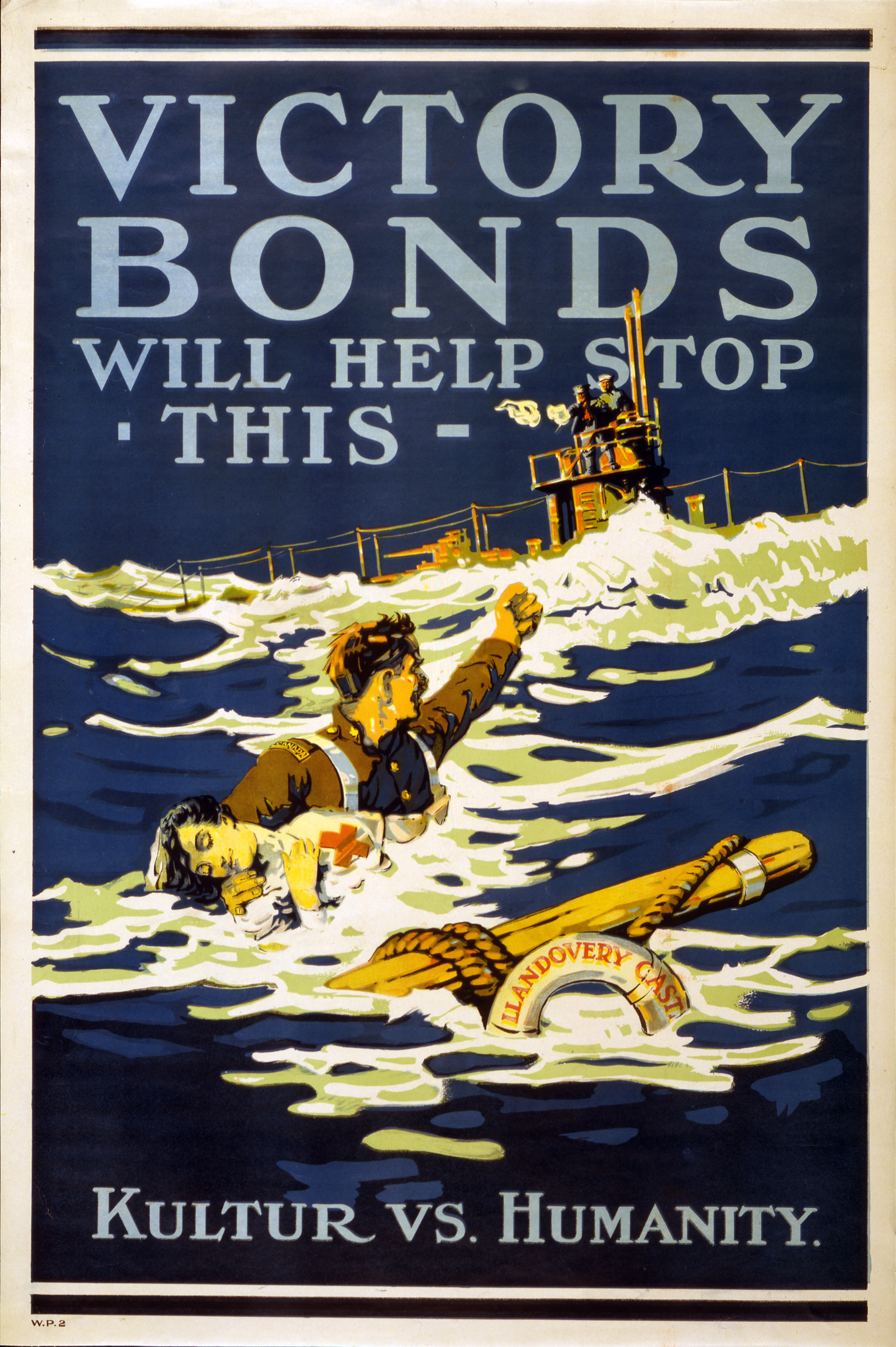
Cartel de bonos de guerra que rememora el hundimiento del HMHS Llandovery Castle.

36 horas después fueron rescatados por un destructor británico y al recorrer el área no se halló ningún otro bote a flote, sólo cadáveres y escombros. La conclusión final fue que el U-86, al percatarse de que había hundido un buque hospital, para no dejar evidencias, embistió a los botes restantes y dejó que los sobrevivientes se ahogaran, probablemente los que intentaron subir al submarino fueron baleados. Las pérdidas fueron de 234 personas.
La tragedia del HMHS Llandovery Castle fue una de las más trágicas acaecidas en la Primera Guerra Mundial junto al hundimiento del RMS Lusitania en 1915.
Después de la guerra, dos oficiales del U-86 fueron juzgados por crímenes de guerra y sentenciados a cumplir condena de 4 años, pero éstos escaparon sin volver a ser llevados a prisión nuevamente.